# 吉姆紅娘魚
吉姆紅娘魚，為輻鰭魚綱鮋形目牛尾魚亞目角魚科的其中一種，分布於中東太平洋的萊恩群島海域，棲息深度約183公尺，體長可達11.6公分，為底棲性魚類，屬肉食性。

## 擴展閱讀
維基物種上的相關：吉姆紅娘魚